# Illiesonemoura gosainkundensis
Illiesonemoura gosainkundensis är en bäcksländeart som först beskrevs av Harper 1975.  Illiesonemoura gosainkundensis ingår i släktet Illiesonemoura och familjen kryssbäcksländor. Inga underarter finns listade i Catalogue of Life.